# García Sánchez
García Sánchez, García anche in spagnolo, in galiziano e in asturiano, Garcia, in catalano e in portoghese (novembre 1009 – León, 13 maggio 1029), fu conte indipendente di Castiglia (1017-1029) e conte di Burgos, di Lantarón, di Cerezo e di Álava. Fu l'ultimo discendente di Fernán González, in linea maschile diretta e quindi l'ultimo rappresentante della dinastia dei Lara.

## Origine
García, sia secondo il Chronicon Burgense che secondo gli Annales Complutense, era figlio del conte di Castiglia Sancho Garcés e di Urraca Gómez (?-1038), figlia di Gomez Diaz, conte di Saldaña, della famiglia dei Banu Gómez, e della zia di Sancho, Muniadomna Fernandez di Castiglia, figlia di Fernan Gonzales.

Sancho Garcés (Sancio Garsea), sia secondo il Codice di Roda, che secondo il documento n° VII del Cartulario del infantado de Covarrubias, inerente la fondazione del monastero, era figlio del conte indipendente di Castiglia e conte di Burgos, Lantarón, Cerezo e Álava García Fernández e di Ava di Ribagorza, che, ancora secondo il Codice di Roda era figlia del Conte di Ribagorza Raimondo II e della moglie Garsenda di Fézensac.

## Biografía
Per il Chronicon Burgense Garcia era nato nel 1009, mentre per gli Annales Complutense era nato a novembre del 1013.
Suo padre Sancho Garcés morì prematuramente, nel 1017, come riporta la Cronaca Burgense, probabilmente in battaglia, come riporta la Recherches sur l'histoire et la littérature de l'Espagne pendant le moyen age, tome premier.

Alla morte del padre Garcia gli succedette nel titolo di conte di Castiglia e di tutti gli altri titoli, quando era ancora un bambino di circa sette anni. Durante la sua minore età la reggenza fu esercitata da diversi nobili castigliani e dalla madre, Urraca Gómez, come riporta il Diccionario biográfico español, Real Academia de la Historia. Ella dal 1025, anno in cui García raggiunse la maggiore età, si ritirò nel monastero di Covarrubias, dove, secondo gli Anales Toledanos I, nel corso del 1038 fu uccisa dalle truppe musulmane; secondo La web de las biografias fu anche sotto la protezione di suo cognato, il re di Navarra Sancho III il Grande, marito di sua sorella Munia.

In marrone la contea di Castiglia (più scura la zona intorno a Palencia, conquistata da Sancho III il Grande), alla morte di García Sánchez.

Il re del León Alfonso V cercò di approfittare del fatto che il conte di Castiglia fosse solo un bambino occupando alcune terre della contea di Castiglia tra i fiumi Cea e Pisuerga, ma Sancho il Grande, protettore di García, reagì respingendo i leonesi da tutto il territorio intorno a Palencia, come riporta il Diccionario biográfico español, Real Academia de la Historia.

Nello stesso tempo però cercò di trovare un accordo con il re del León; l'accordo fu trovato nel 1027 con il programmato matrimonio tra il conte di Castiglia e la figlia del re del León Sancha, come riporta lo storico Rafael Altamira.

Nel 1029 però, quando il conte di Castiglia García si recò a Leon per il matrimonio, fu ucciso all'uscita dal palazzo reale di León, dove si era recato per conoscere la sua promessa sposa, l'infanta Sancha, e si sospettò che i mandanti fossero i figli dei nobili castigliani che, da tempo, erano stati esiliati con le famiglie in quella città.
Alla sua morte la contea passò de jure alla sorella Munia, la moglie del re di Navarra Sancho il Grande, che ne prese possesso assieme alla moglie fino al 1032, facendola governare dal figlio Ferdinando.

## Discendenza
Garcia non arrivò al matrimonio per cui non ebbe figli legittimi, e di lui non si conoscono neppure figli illegittimi.

## Ascendenza
|                                   |   |                           | Genitori                   |  |  | Nonni |  |  | Bisnonni            |  |  | Trisnonni                   |  |
|                                   |   |                           |                            |  |  |       |  |  | Ferdinando Gonzales |  |  | Gonzalo Fernández de Burgos |  |
|                                   |   |                           |                            |  |  |       |  |  | Ferdinando Gonzales |  |  | Gonzalo Fernández de Burgos |  |
|                                   |   | Muniadomna di Lara        |                            |  |  |       |  |  | Ferdinando Gonzales |  |  |                             |  |
| García Fernández                  |   |                           |                            |  |  |       |  |  | Ferdinando Gonzales |  |  |                             |  |
|                                   |   | Sancha Sánchez di Navarra | Sancho I Garcés di Navarra |  |  |       |  |  |                     |  |  |                             |  |
|                                   |   | Sancha Sánchez di Navarra | Sancho I Garcés di Navarra |  |  |       |  |  |                     |  |  |                             |  |
|                                   |   | Sancha Sánchez di Navarra | Toda di Navarra            |  |  |       |  |  |                     |  |  |                             |  |
| Sancho Garcés                     |   | Sancha Sánchez di Navarra |                            |  |  |       |  |  |                     |  |  |                             |  |
|                                   |   | Raimondo II di Ribagorza  | Bernardo I di Ribagorza    |  |  |       |  |  |                     |  |  |                             |  |
|                                   |   | Raimondo II di Ribagorza  | Bernardo I di Ribagorza    |  |  |       |  |  |                     |  |  |                             |  |
|                                   |   | Raimondo II di Ribagorza  | Toda Galíndez d'Aragona    |  |  |       |  |  |                     |  |  |                             |  |
| Ava di Ribagorza                  |   | Raimondo II di Ribagorza  |                            |  |  |       |  |  |                     |  |  |                             |  |
|                                   |   | Garsenda di Fezensac      | Guglielmo I di Fezensac    |  |  |       |  |  |                     |  |  |                             |  |
|                                   |   | Garsenda di Fezensac      | Guglielmo I di Fezensac    |  |  |       |  |  |                     |  |  |                             |  |
|                                   |   | Garsenda di Fezensac      | …                          |  |  |       |  |  |                     |  |  |                             |  |
| García Sánchez                    |   | Garsenda di Fezensac      |                            |  |  |       |  |  |                     |  |  |                             |  |
|                                   | … | …                         |                            |  |  |       |  |  |                     |  |  |                             |  |
|                                   | … | …                         |                            |  |  |       |  |  |                     |  |  |                             |  |
|                                   | … | …                         |                            |  |  |       |  |  |                     |  |  |                             |  |
| Gómez Diaz                        | … |                           |                            |  |  |       |  |  |                     |  |  |                             |  |
|                                   |   | …                         | …                          |  |  |       |  |  |                     |  |  |                             |  |
|                                   |   | …                         | …                          |  |  |       |  |  |                     |  |  |                             |  |
|                                   |   | …                         | …                          |  |  |       |  |  |                     |  |  |                             |  |
| Urraca Gómez                      |   | …                         |                            |  |  |       |  |  |                     |  |  |                             |  |
|                                   |   | …                         | …                          |  |  |       |  |  |                     |  |  |                             |  |
|                                   |   | …                         | …                          |  |  |       |  |  |                     |  |  |                             |  |
|                                   |   | …                         | …                          |  |  |       |  |  |                     |  |  |                             |  |
| Muniadomna Fernández di Castiglia |   | …                         |                            |  |  |       |  |  |                     |  |  |                             |  |
|                                   |   | …                         | …                          |  |  |       |  |  |                     |  |  |                             |  |
|                                   |   | …                         | …                          |  |  |       |  |  |                     |  |  |                             |  |
|                                   |   | …                         | …                          |  |  |       |  |  |                     |  |  |                             |  |
|                                   |   | …                         |                            |  |  |       |  |  |                     |  |  |                             |  |

### Fonti primarie
- (LA)  (ES)  #ES Textos-navarros-codice-roda.pd.
- (LA)  España sagrada. 23.
- (LA)  Cartulario del infantado de Covarrubias.

### Letteratura storiografica
- Rafael Altamira, Il califfato occidentale, in L’espansione islamica e la nascita dell’Europa feudale, collana «Storia del mondo medievale», II volume, 1999  [1979],  pp. 477-515, SBN RAV0065639.
- (FR)  (LA)  La Vasconie.
- (ES)  Crónica Latina de los reyes de Castilla.
- (FR)  Recherches sur l'histoire et la littérature de l'Espagne pendant le moyen age, tome premier.
- (ES)  Historia y ficción en la épica medieval castellana. El Romanz del Infant García